# 4800 Veveri
A 4800 Veveri (ideiglenes jelöléssel (4800) 1989 TG17) a Naprendszer kisbolygóövében található aszteroida. Henri Debehogne fedezte fel 1989. október 9-én.